# Evzoni
Evzoni (griechisch Εύζωνοι (m. pl.); bis 1927 Matsikovo Ματσίκοβο) ist eine Ortsgemeinschaft mit 919 Einwohnern (2011) in der Gemeinde Peonia in der Region Zentralmakedonien in Griechenland. Sie besteht aus den Dörfern Evzoni (331 Ew.), Metamorfosis (Μεταμόρφωσις, 206 Ew.) und Platania (Πλατανιά, 382 Ew.). Evzoni liegt unmittelbar südlich der Grenze Griechenlands zu Nordmazedonien östlich des Flusses Axios. Die nächste Stadt in Nordmazedonien ist Gevgelija, die nächste Ortschaft Bogorodica. Zwölf Kilometer südlich von Evzoni liegt die griechische Kleinstadt Polykastro. Vier Kilometer nordwestlich liegen Idomeni und der Grenzbahnhof Idomeni.
Auf dem Gebiet von Evzoni befindet sich auch der Grenzübergang Evzoni/Bogorodica. Dort geht die nordmazedonische Autobahn M1 (Veles – Skopje) in die griechische Autobahn 1 bzw. Ethniki Odos 1 über. Diese Straßenverbindung ist zugleich die Europastraße 75, die wichtigste Straßenverbindung von Norden nach Süden in Griechenland. Ansonsten ist Evzoni eine ländlich und agrarisch geprägte Ortschaft.